# Ультрамікроскопія
Ультрамікроскопія (англ. ultramicroscopy, нім. Ultramikroskopie f) — мікроскопічний аналіз пилового аерозолю чи пилових препаратів, при яких з поля зору усунуті прямі промені і спостерігаються лише дифраговані (розсіяні пилинками). Дозволяє спостерігати положення та переміщення частинок пилу менших за довжину хвилі видимого світла (0.3-1 мкм). Залежно від інтенсивності освітлення, довжини світлової хвилі, різниці показників заломлення частинки і середовища можна виявити частинки розмірами від 20-50 нм до 1-5 мкм. У. застосовують при дослідженнях дисперсних систем, для контролю чистоти атм. повітря, води, ступеня забруднення оптично прозорих середовищ сторонніми включеннями.